# Ourapteryx subcurvaria
Ourapteryx subcurvaria là một loài bướm đêm trong họ Geometridae.